# 米蘭加里波底門站

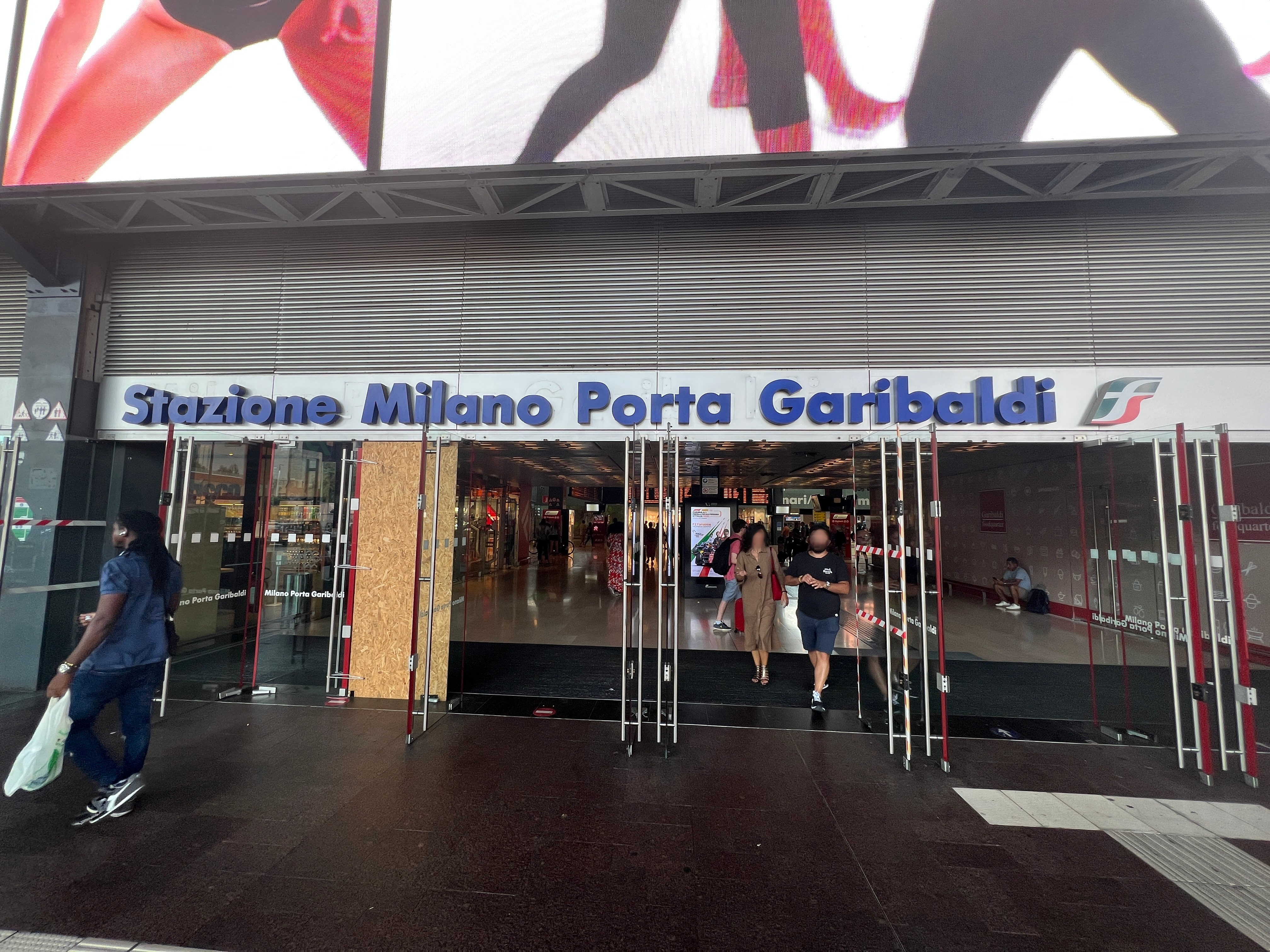
車站入口

米蘭加里波底門站（義大利語：Stazione di Milano Porta Garibaldi）是義大利城市米蘭的一個主要鐵路車站，年均乘客量達2500萬人，是米蘭僅次於米蘭中央車站的乘客量第二大車站。車站位於弗洛伊德廣場附近。